# Cyanerpes nitidus
El mielero o mielerito piquicorto, (en Ecuador) (Cyanerpes nitidus), también denominado mielero pico de tuna (en Colombia), copeicillo pico corto (en Venezuela) o mielero de pico corto (en Perú), es una especie de ave paseriforme de la familia Thraupidae, perteneciente al  género Cyanerpes. Es nativo de América del Sur, en el occidente de la cuenca amazónica y parte del escudo guayanés.

## Distribución y hábitat
Se distribuye por el sur y este de Colombia, sur y este de Venezuela, Guyana, extremo oeste de Surinam, extremo norte de Brasil, este de Ecuador, hasta el centro este de Perú, y en el noroeste y centro oeste de la Amazonia brasileña.
Esta especie es considerada generalmente poco común y local en sus hábitats naturales: el dosel y los botdes de bosques húmedos, hasta los 400 m de altitud, llegando hasta los 1000 m en Perú, principalmente en bosques altos y de suelos arenosos.

## Descripción
En promedio mide 10,2 cm de longitud y pesa 9 g. El pico tiene 10 mm de largo. Presenta dimorfismo sexual. El macho tiene plumaje predominantemente azul brillante, claro en las partes inferiores, con un parche negro en el centro de la garganta y el pecho, otra en el centro del vientre y alas y cola negras; las patas son rojas. La hembra tiene el dorso y los lados de la cabeza de color verde; lores negruzcos; línea malar corta azul; garganta color ante; partes inferiores verdosas con el pecho flameado de blanco y el vientre crema y bajo las coberteras de las alas color blanco amarillento; patas rosadas.

## Alimentación
Se alimenta de frutos, bayas e insectos.

## Sistemática

### Descripción original
La especie C. nitidus fue descrita por primera vez por el ornitólogo alemán Gustav Hartlaub en 1847 bajo el nombre científico Coereba nitida; su localidad tipo es: «norte de Perú».

### Etimología
El nombre genérico masculino Cyanerpes se compone de las palabras griegas «kuanos»: azul oscuro, y «herpēs»: trepador; y el nombre de la especie «nitidus» del latín y significa brillante, reluciente.

### Taxonomía
Es monotípica. Los amplios estudios filogenéticos recientes comprueban que la presente especie es hermana de Cyanerpes lucidus, y el par formado por ambas es hermano del par formado por Cyanerpes cyaneus y  C. caeruleus.